# أندرياس كايزر
أندرياس كايزر (بالألمانية: Andreas Kaiser)‏ (4 مايو 1964 في ألمانيا - ) هو لاعب كرة قدم ألماني في مركز الوسط. لعب مع فورتونا دوسلدورف وSCB Viktoria Köln ‏ وSC Brück ‏.

## وصلات خارجية
- أندرياس كايزر على موقع قاعدة بيانات كرة القدم.إي يو (الإنجليزية)
- أندرياس كايزر على موقع بيانات كرة القدم. دي إي (الألمانية)
- أندرياس كايزر على موقع عالم كرة القدم.نت (الإنجليزية)